# آیشواریا راجینیکانث
آیشواریا راجینیکانث (زاده ۱ ژانویه ۱۹۸۲) کارگردان فیلم هندی و خواننده پلی بک است که در سینمای تامیل کار می‌کند. او دختر بزرگ راجینیکانث بازیگر و همسر دنوش است. او اولین کارگردانی فیلم بلند خود را با ۳ (۲۰۱۲) با بازی شروتی حسن در نقش اصلی تجربه کرد.
پدر و مادر آیشواریا راجینیکانث و لاتا رانگاچاری هستند. او یک خواهر کوچکتر به نام سونداریا دارد که در صنعت فیلم تامیل نیز کار می‌کند.
آیشواریا با دانوش ازدواج کرد که با او دو پسر به نام‌های یاترا (متولد ۲۰۰۶) و لینگا (متولد ۲۰۱۰) دارد. این زوج جدایی خود را از طریق رسانه‌های اجتماعی در ۱۷ ژانویه ۲۰۲۲ اعلام کردند.